# Brusque FC
Brusque Futebol Clube – brazylijski klub piłkarski z siedzibą w Brusque w stanie Santa Catarina. 

## Historia
Brusque Futebol Clube został założony 12 października 1987 w wyniku fuzji miejscowych klubów Paysandu i Carlos Renaux. W 1988 roku klub przystąpił do pierwszej ligi stanowej. Już w premierowym sezonie klub zajął 4. miejsce, dzięki czemu zakwalifikował się do rozgrywek Campeonato Brasileiro Série C. W Série C klub odpadł w drugiej fazie rozgrywek, zajmując ostatecznie 17. miejsce. W 1989 Brusque zakwalifikował się do rozgrywek Campeonato Brasileiro Série B. Klub odpadł w pierwszej fazie rozgrywek. 
Niezwykle udany dla Brusque był 1992 rok, kiedy to klub jedyny raz w historii zdobył stanowy dublet. Jedyny raz w swojej historii wywalczył mistrzostwo stanu oraz zdobył Copa Santa Catarina. W 1996 klub spadł do drugiej ligi stanowej, by po roku powrócić do elity stanowej. W 2007 klub po raz drugi spadł do drugiej ligi stanowej, by jak poprzednio po sezonie powrócić do pierwszej ligi. W 2008 Brusque po raz drugi zdobyło Copa Santa Catarina. W 2009 i 2011 klub zakwalifikował się do rozgrywek Campeonato Brasileiro Série D, lecz odpadał z rozgrywek w pierwszej fazie rozgrywek. 

## Sukcesy
- 1 sezon w Campeonato Brasileiro Série B: 1989.
- 2 sezony w Campeonato Brasileiro Série C: 1988, 2020
- 6 sezonów w Campeonato Brasileiro Série D: 2009, 2011, 2016, 2017, 2018, 2019
- 1 mistrzostwo stanu Santa Catarina: 1992.
- Copa Santa Catarina (3): 1992, 2008, 2010.

## Reprezentanci Brazylii w klubie
- Viola